# Mohamed Benkhemassa
Mohamed Benkhemassa (Oran, 28 de junho de 1993) é um futebolista profissional argelino que atua como meia, atualmente defende o USM Alger.

## Carreira

### Rio 2016
Mohamed Benkhemassa fez parte do elenco da Seleção Argelina de Futebol nas Olimpíadas de 2016.